# Miguel Macedo

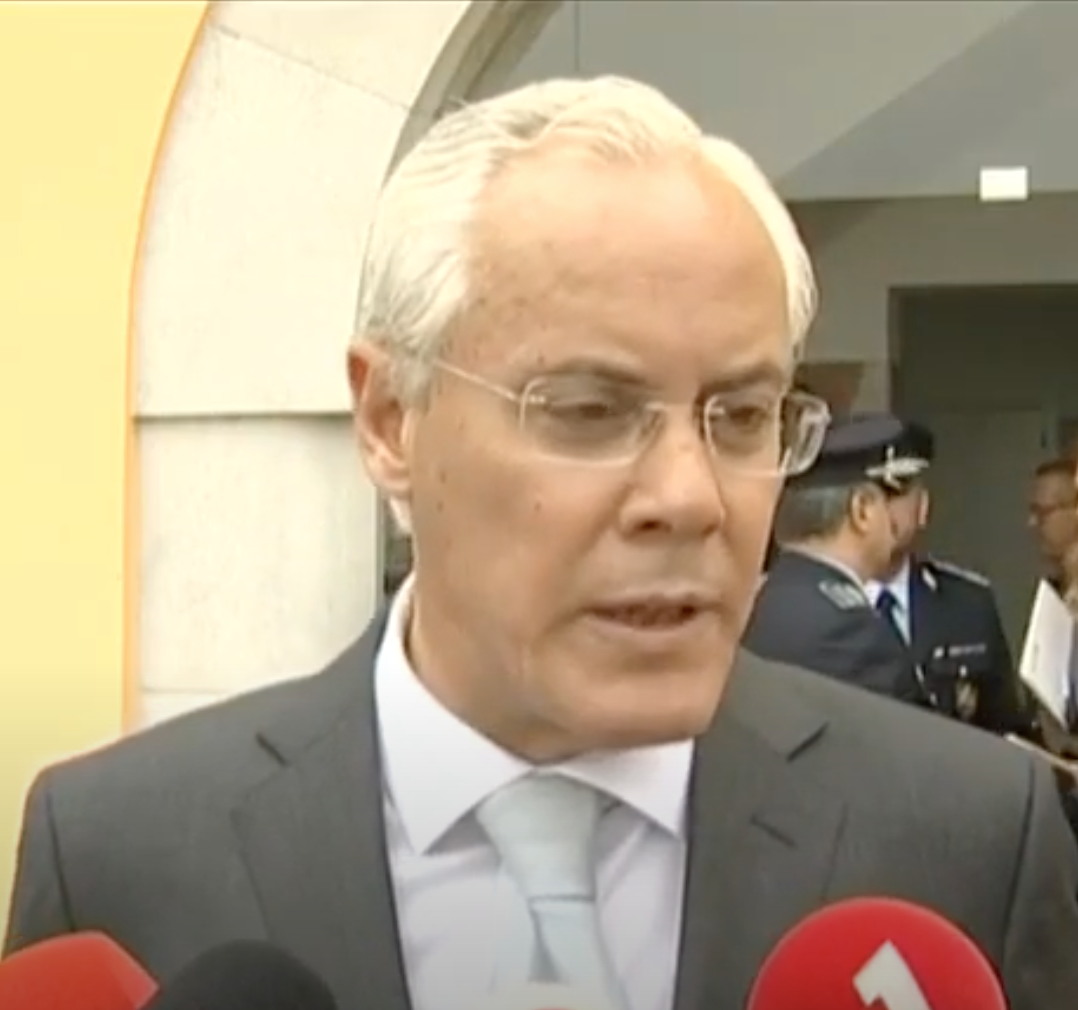
Miguel Macedo, 2014

Miguel Bento Martins da Costa de Macedo e Silva (* 6. Mai 1959 in Braga, Portugal; † 13. März 2025) war ein portugiesischer Jurist und Politiker der Partido Social Democrata. Vom 21. Juni 2011 bis zum Herbst 2014 leitete er das Ministerium für Inneres im Kabinett Passos Coelho.

## Leben

### Ausbildung
Miguel Macedo wurde am 6. Mai 1959 in der nordportugiesischen Stadt Braga geboren. Sein Jura-Studium schloss er mit der in Portugal üblichen Lizenziatur (licenciatura) an der Universidade de Coimbra ab. Daraufhin arbeitete er als Anwalt.

### Parteipolitische Karriere
Macedo war bereits seit seiner Jugend Mitglied der portugiesischen Sozialdemokraten beziehungsweise der Parteijugend Juventude Social Democrata.
Erstmals kandidierte Macedo bei den Parlamentswahlen 1987 für ein Mandat in der V. Legislaturperiode der Assembleia da República und errang dies auch. Seit diesem Zeitpunkt war Macedo Mitglied des Parlaments bis zu seinem Tod im März 2025 – abgesehen vom Zeitraum 2002 bis 2005 (IX. Legislatur). Er ist stets über den Wahlkreis Braga eingezogen.
Sein erstes Amt hatte Macedo während der zweiten Regierung unter Cavaco Silva zwischen 1990 und 1991 als Staatssekretär für Jugend unter dem Minister António Couto dos Santos. Danach übernahm er zwischen 1993 und 1997 die Aufgaben eines Stadtrates in seiner Heimatstadt Braga.
Zwischen 2002 und 2005, während der Koalitionsregierung aus PSD und CDS-PP, übernahm er das Amt des Staatssekretärs für Justiz. Im Anschluss dessen, nachdem Luís Marques Mendes den Vorsitz der Sozialdemokraten übernahm, wurde er zum Generalsekretär der Partei gewählt. Dieses Amt übte er bis 2007 aus. Nachdem die Parteidelegierten Pedro Passos Coelho 2010 zum Vorsitzenden gewählt hatten, übernahm Macedo die Aufgaben des Fraktionsvorsitzenden der Sozialdemokraten in der Assembleia da República. Dieses Amt hatte er bis zu den Parlamentswahlen 2011 inne.
Am 17. Juni 2011 schlug der zuvor in der Parlamentswahl siegreiche Pedro Passos Coelho Miguel Macedo als einen von vier sozialdemokratischen Ministern für sein Kabinett vor. Staatspräsident Cavaco Silva ernannte ihn daraufhin am 21. Juni 2011 zum Minister für Inneres. 2014 erklärte er seinen Rücktritt nach Korruptionsvorwürfen gegen seine Behörde. 2017 begann das Gerichtsverfahren, im Januar 2019 wurde er von allen Anklagepunkten freigesprochen.